# La Reine Hortense
La Reine Hortense est une nouvelle de Guy de Maupassant, parue en 1883.

## Historique
La Reine Hortense est initialement publiée dans la revue Gil Blas du 24 avril 1883, sous le pseudonyme Maufrigneuse, puis dans le recueil Clair de lune.

## Résumé
Hortense habite depuis trente ans une petite maison dans Argenteuil, en ville. On la surnomme la reine Hortense peut-être à cause de son caractère cassant.
C’est une vieille fille qui ne semble ne tenir à rien ni personne. Par exemple, elle change de bonne dès que celle-ci atteint vingt et un ans. Elle a bien deux sœurs, mais ces dernières ne viennent la voir que deux fois par an.
Au printemps de 1882, Hortense tombe malade, elle chasse le docteur et le prêtre, mais son voisin, devant la dégradation de sa santé, appelle ses sœurs. Elles arrivent avec leurs maris par le même train et se précipitent chez Hortense dont le docteur vient de pronostiquer la fin.
Assis en rond autour du lit d’Hortense, ils l’écoutent délirer. Elle parle d’enfants, d’un mari, de plats préparés pour sa famille, bref de tout ce qu’elle n’a jamais connu. L’agonie se prolongeant, ils demandent à la bonne de leur préparer un bon repas et d’aller à la cave prendre des bonnes bouteilles. Elles sont si bonnes ces bouteilles qu’un beau-frère se réserve déjà le stock de la cave.
Dans l’après-midi Hortense se redresse dans son lit, elle ne veut pas mourir, « qui s’occupera de mes enfants », et meurt dans un dernier cri.
Ils sont tous soulagés que l’agonie n’ait pas trop duré.

## Extrait
« On entendait à côté de la voie de l’agonisante, vivant, à cette heure dernière, la vie qu’elle avait attendue sans doute, vivant ses rêves eux-mêmes au moment où tout allait finir pour elle. »

## Éditions
- La Reine Hortense, dans Maupassant, Contes et Nouvelles, texte établi et annoté par Louis Forestier, Bibliothèque de la Pléiade, éditions Gallimard, 1974  (ISBN 978 2 07 010805 3).